# ベリア (サウスカロライナ州)
ベリア（英: Berea) は、アメリカ合衆国サウスカロライナ州北西部のグリーンビル郡に位置する国勢調査指定地域 (CDP) である。2010年国勢調査での人口は14,295 人だった。グリーンビル・モールディン・イーズリー大都市圏に属している。

## 地理
ベリアは北緯34度52分44秒 西経82度27分39秒 / 北緯34.87889度 西経82.46083度 (34.878845, -82.460751)に位置している。
アメリカ合衆国国勢調査局に拠れば、CDPの全面積は7.8平方マイル (20 km2)であり、このうち陸地7.6平方マイル (20 km2)、水域は0.2平方マイル (0.52 km2)で水域率は3.06%である。

## 人口動態
以下は2000年の国勢調査による人口統計データである。
| 基礎データ - 人口: 14,158 人 - 世帯数: 5,630 世帯 - 家族数: 3,822 家族 - 人口密度: 718.3人/km2（1,861.6 人/mi2） - 住居数: 5,994 軒 - 住居密度: 304.1軒/km2（788.1 軒/mi2） 人種別人口構成 - 白人: 75.70% - アフリカン・アメリカン: 15.94% - ネイティブ・アメリカン: 0.16% - アジア人: 1.46% - 太平洋諸島系: 0.01% - その他の人種: 4.92% - 混血: 1.82% - ヒスパニック・ラテン系: 13.43% - コロンビア出身者の子孫: 2% | 年齢別人口構成 - 18歳未満: 23.1% - 18-24歳: 10.2% - 25-44歳: 29.8% - 45-64歳: 22.1% - 65歳以上: 14.8% - 年齢の中央値: 36歳 - 性比（女性100人あたり男性の人口） - 総人口: 90.1 - 18歳以上: 87.7 世帯と家族（対世帯数） - 18歳未満の子供がいる: 30.3% - 結婚・同居している夫婦: 48.5% - 未婚・離婚・死別女性が世帯主: 14.8% - 非家族世帯: 32.1% - 単身世帯: 26.7% - 65歳以上の老人1人暮らし: 9.6% - 平均構成人数 - 世帯: 2.47人 - 家族: 2.94人 | 収入と家計 - 収入の中央値 - 世帯: 32,670米ドル - 家族: 38,723米ドル - 性別 - 男性: 29,137米ドル - 女性: 21,849米ドル - 人口1人あたり収入: 16,512米ドル - 貧困線以下 - 対人口: 16.6% - 対家族数: 12.8% - 18歳未満: 22.8% - 65歳以上: 6.6% |